# Svobodka (Myštice)
Svobodka je malá vesnice, část obce Myštice v okrese Strakonice v Jihočeském kraji. Nachází se asi tři kilometry severovýchodně od Myštic. Prochází zde silnice II/175. Je zde evidováno 31 adres. V roce 2011 zde trvale žilo 23 obyvatel.
Svobodka leží v katastrálním území Kožlí u Myštic o výměře 4,1 km².

## Historie
První písemná zmínka o vesnici pochází z roku 1720.

## Obyvatelstvo
| Rok            | 1869 | 1880 | 1890 | 1900 | 1910 | 1921 | 1930 | 1950 | 1961 | 1970 | 1980 | 1991 | 2001 | 2011 | 2021 |
| -------------- | ---- | ---- | ---- | ---- | ---- | ---- | ---- | ---- | ---- | ---- | ---- | ---- | ---- | ---- | ---- |
| Počet obyvatel | 159  | 180  | 163  | 143  | 158  | 163  | 137  | 128  | 108  | 87   | 65   | 44   | 34   | 23   | 21   |
| Počet domů     | 23   | 23   | 24   | 26   | 26   | 26   | 28   | 28   | 28   | 24   | 22   | 24   | 29   | 29   | 29   |

## Obecní správa

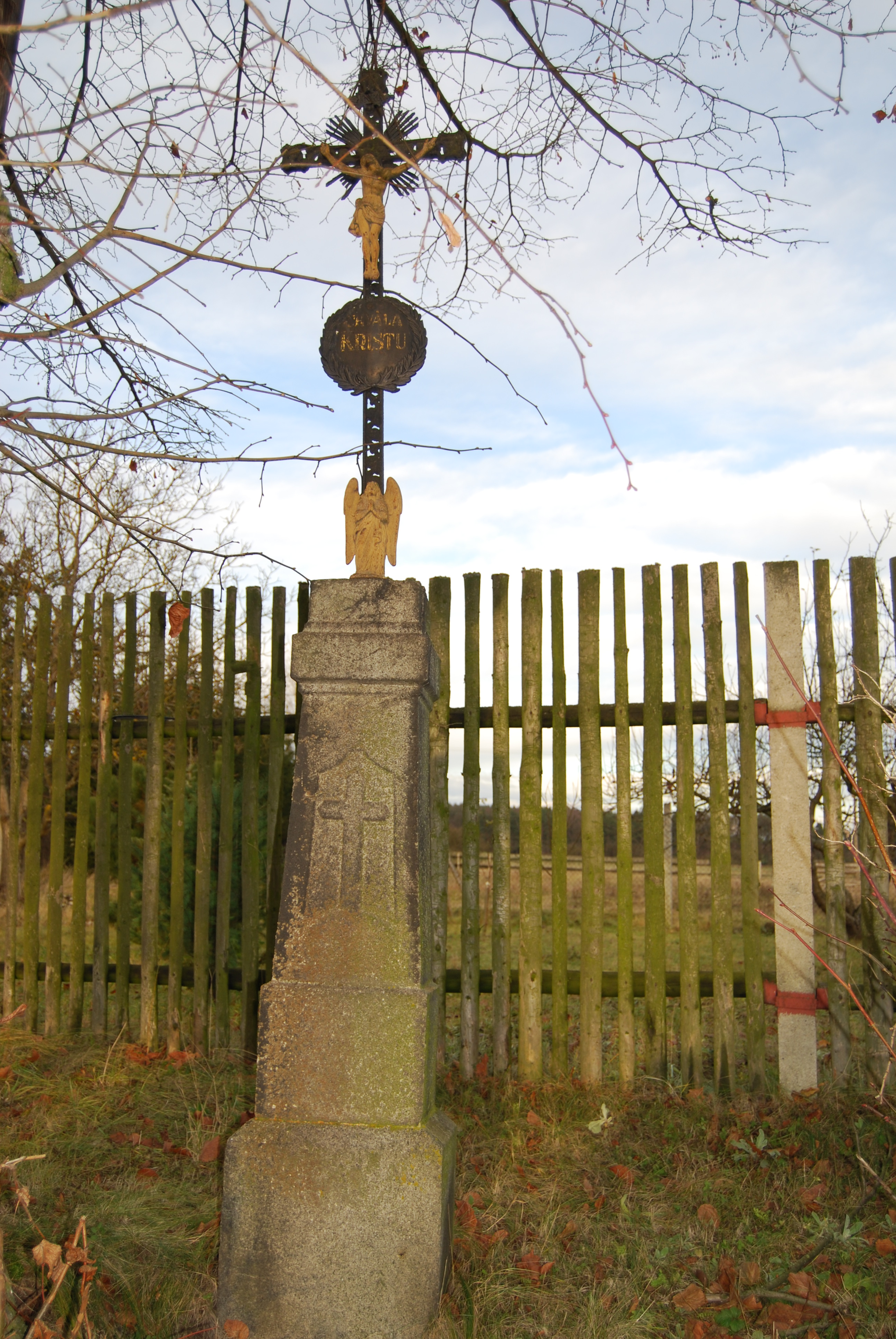
Kříž v obci.

Při sčítání lidu v letech 1850–1929 Svobodka byla osadou obce Výšice v okrese Blatná. V letech 1930–1959 byla osadou obce Kožlí v okrese Blatná. Od roku 1960 je částí obce Myštice v okrese Strakonice.